# Jacob Judah Leon

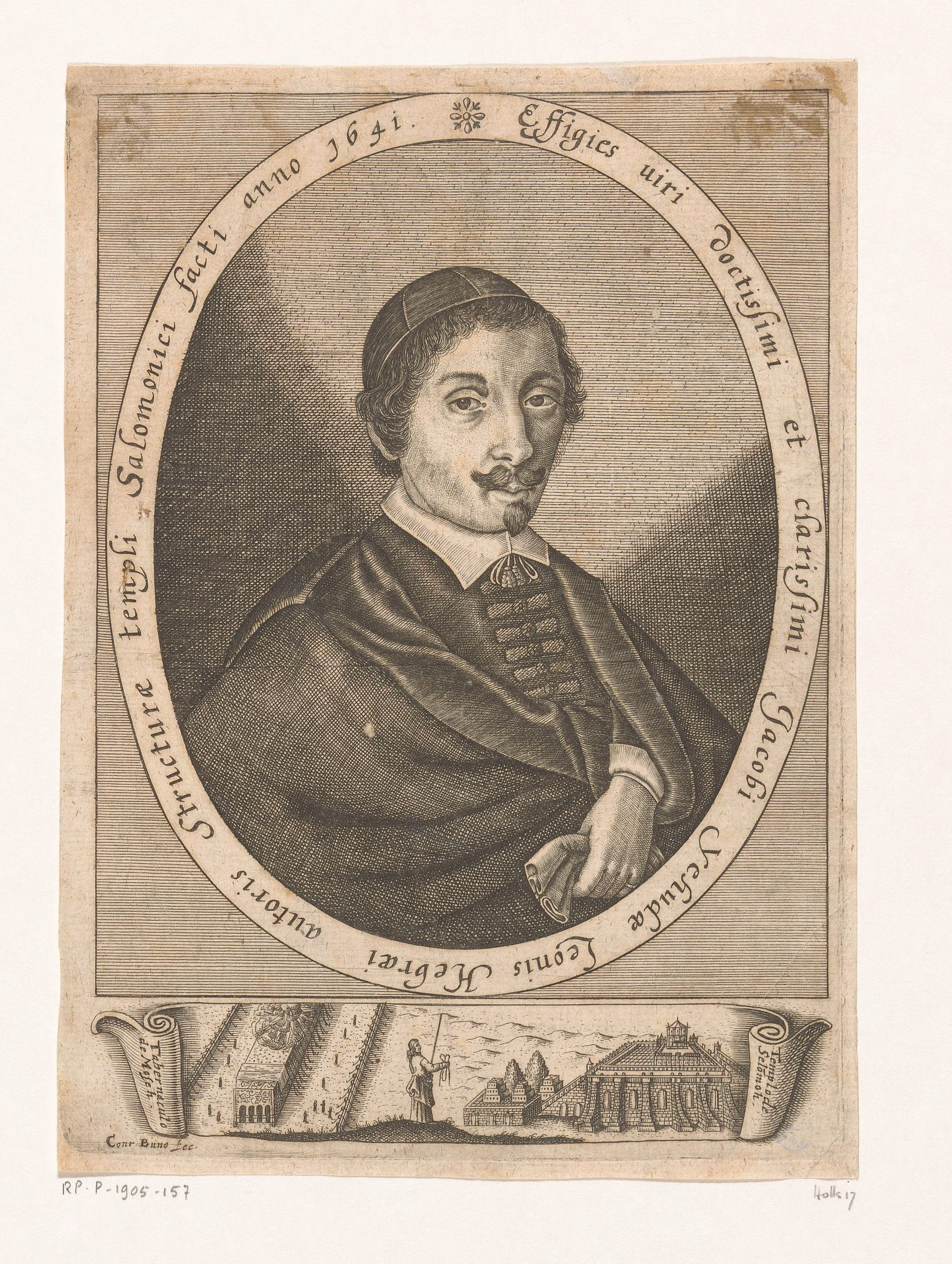
J. J. Leon (Stich von Salom Italia, 1641)

Jacob Judah Leon (* 1602 in der Nähe von Coimbra, Portugal; † 17. Juli 1675 in Amsterdam) war ein sephardischer Rabbiner und Schullehrer, der vor allem durch ein Modell des Salomonischen Tempels bekannt wurde. Dieses Modell wurde bis ins 18. Jahrhundert in Amsterdam und London ausgestellt und zog zahlreiche, auch christliche Besucher an. Leon veröffentlichte eine Beschreibung des Tempels, die in zahlreiche Sprachen übersetzt wurde. Heute ist das Modell verschollen.

## Leben
Jacob Judah Leons Vater war Abraham de Leão, seine Mutter Felipa de Fonseca. Sein eigener Name wird unterschiedlich angegeben als Jacob Jehuda Leon, Jacob Judah Leon (Aryeh) Templo oder Jacob Judah Leon Templo.
Leão (portugiesisch), Leon (spanisch) oder Aryeh (hebräisch) bedeutet jeweils Löwe und steht als Wappentier für den israelitischen Stamm Juda, nach Genesis 49,9  „Ein junger Löwe ist Juda.“ Der Namenszusatz „Templo“ war ein Neckname, der sich auf das Tempelmodell bezog. Er wurde von ihm selbst nicht verwendet, sondern erst von seinen Söhnen angenommen.
Leons Lebensgeschichte lässt sich nur aus verstreuten Informationen rekonstruieren. Jehuda Leon wurde 1602 in der Nähe von Coimbra geboren. Er stammt aus einer marranischen Familie, die über Sevilla und Frankreich 1605 nach Amsterdam flüchtete.
Seine Ausbildung zum Rabbiner erhielt Leon in Amsterdam bei Isaac Uziel. In den folgenden Jahren war er in verschiedenen kleinen Gemeinden tätig und 1628/29 Rabbiner in einer der drei Hamburger Kleingemeinden, wo bis 1622 sein Mitschüler Isaac Athias ebenfalls Rabbiner gewesen war. 1635 ist er in ähnlicher Stellung in Amsterdam. 1639 musste Leon vermutlich seine Stellung aufgeben, weil sich mehrere Amsterdamer Kleingemeinden zusammenschlossen. Ab 1640 war er Rabbiner und Hauslehrer in Middelburg in Zeeland. Die kleine sephardische Gemeinde hatte um diese Zeit eine offizielle Erlaubnis erwirkt, ihre Religion privat zu praktizieren. Ein Friedhof, ein wichtiges Zeichen fester Gemeindestrukturen, wurde aber erst 1655 angelegt. Um diese Zeit begann die Zusammenarbeit zwischen Leon und Adam Boreel.

## Die Zusammenarbeit mit Adam Boreel an der Mischna
Boreel war ein niederländischer Theologe und Hebraist, der ein konfessionsfernes Christentum vertrat. Boreel stand mit einem Kreis um Samuel Hartlieb aus englischen und niederländischen Gelehrten in Verbindung, der unter anderem philosemitische Projekte verfolge. Zwar war letztlich die Bekehrung der Juden zum Christentum ihr Ziel, sie nahmen aber dem Judentum gegenüber eine freundlichere Haltung ein als viele ihrer Zeitgenossen. Teilweise war ihre Haltung vom Millenarismus geprägt, der Hoffnung auf eine baldige Aufrichtung des Reiches Gottes und das Kommen des Messias. Die Konversion blieb aber Werk Gottes. Boreels Freund Petrus Serrarius wünschte nicht nur den Juden, dass die biblischen Verheißungen des Alten Testaments für sie in Erfüllung gehen würden, sondern erwartete auch die Wiederaufrichtung des Tempels in Jerusalem und die Wiedereinsetzung des Opferkultes. Boreel selbst war allerdings in Bezug auf den Millenarismus zurückhaltend.
Zu diesen Projekten des Hartliebkreises gehörte die Übersetzung der Mischna ins Lateinische, die Übersetzung des Neuen Testaments in orientalische Sprachen und die Edition von Schriften, die die Juden von der Göttlichkeit des Neuen Testaments überzeugen sollten. Dazu war die Errichtung eines Kollegs für jüdische Studien geplant. Auch der Bau eines Tempelmodells gehörte zu den geplanten Tätigkeiten.
Die Ausgabe und Übersetzung der Mischna, der ältesten Schicht des Talmuds, sollte Christen das Verständnis des Judentum näher bringen, denn den meisten christlichen Gelehrten war die rabbinische Literatur und das zeitgenössische Judentum wenig vertraut.
Die Edition der Mischna, wie Boreel sie beabsichtigte, umfasste eine vokalisierte Fassung des hebräischen Textes und eine Übersetzung ins Spanische und ins Lateinische. Die vokalisierte Fassung erleichterte das Verständnis und war für Juden und Christen, die das Hebräische nicht so gut beherrschten, gedacht. Die lateinische Übersetzung sollte Christen mit den Inhalten des rabbinischen Judentums vertraut machen.
Die vokalisierte Edition wurde 1647 bei Menasse ben Israel gedruckt. Zwei christliche Kaufleute finanzierten sie. Menasse und Leon schreiben jeweils ein Vorwort. Darin betonen sie die Bedeutung der Vokalisierung für schwierige Stellen und Leser, die das Hebräische nicht so gut beherrschten. Boreel wird im Buch absichtlich nicht genannt, um die Glaubwürdigkeit bei jüdischen Lesern zu wahren. Die lateinische Übersetzung erschien aber nicht mehr vor Boreels Tod 1665; erst 1698 veröffentlichte Willem Surenhusius eine lateinische Übersetzung der Mischna, die auf mehreren verschiedenen Teilübersetzungen beruhte. Nachdem sich Surenhusius lange um passende Illustrationen bemüht hatte, erhielt er schließlich von Leons Sohn Salomo zweihundert Vorlagen aus dem Erbe seines Vaters. Auch wenn in der älteren Literatur Leon als Zeichner genannt wird, ist er wahrscheinlich eher Sammler und Auftraggeber von Abbildungen, die im Zusammenhang mit dem Tempel standen.
In Middelburg lebten Leon und Boreel zeitweise zusammen. Boreel erlernte Spanisch und Portugiesisch, um mit Leon über die Inhalte diskutieren zu können. Sie arbeiteten mit großer Intensität an der Mischnaausgabe. Leon lieferte die Vokalisierung und die Übersetzung ins Spanische, Boreel kommentierte und übersetzte ins Lateinische, dabei erläuterte Leon Boreel die Bedeutung im Judentum. Die Mischnaausgabe erwies sich aber unter Christen als nahezu unverkäuflich. Hartlieb schickte 1660 zweihundert bis dreihundert Exemplare zurück, ohne etwas davon abgesetzt zu haben.

## Das Tempelmodell

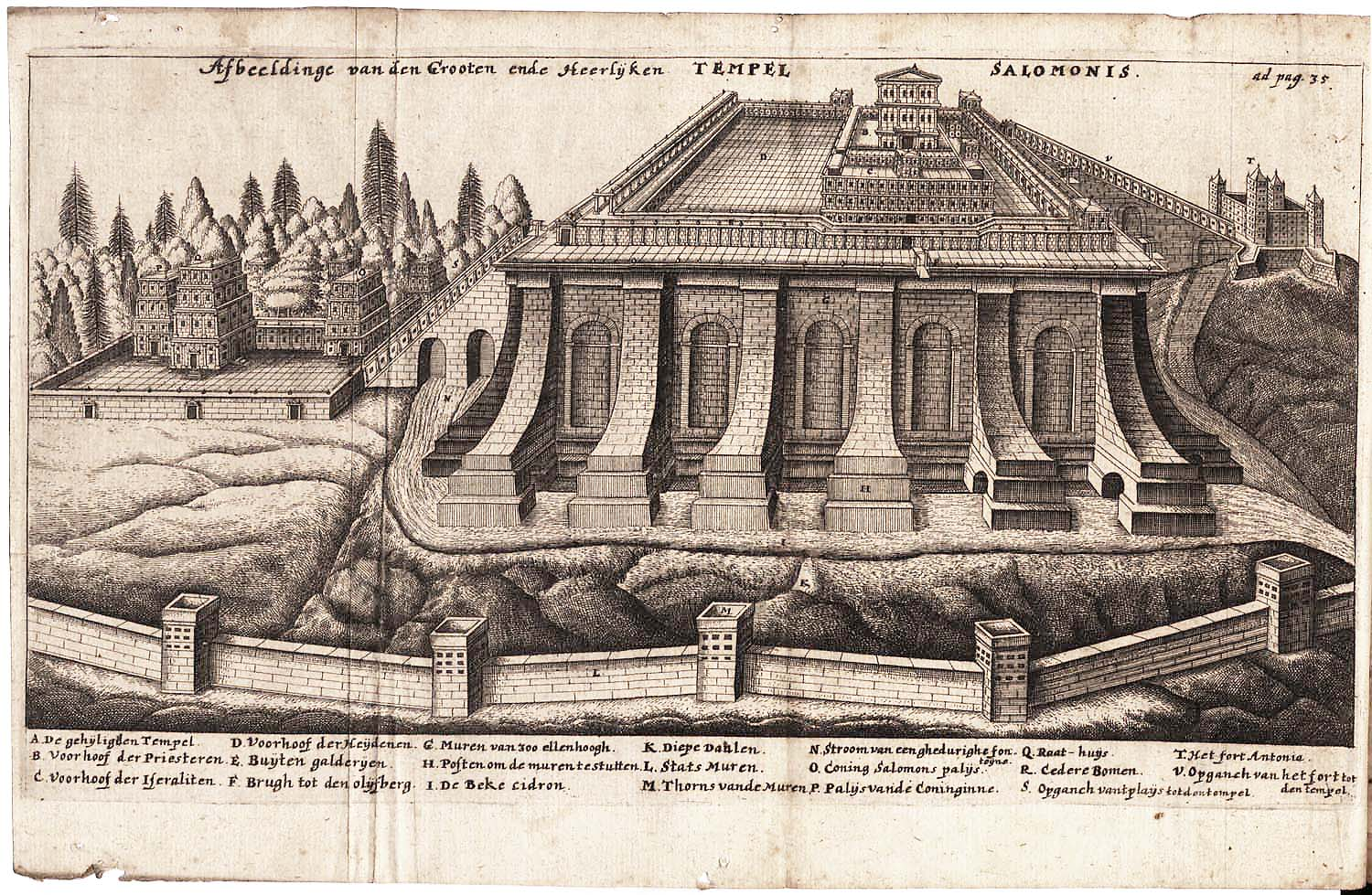
Afbeeldinge van den Grooten ende Heerlijken Tempel Solomonis, Stich aus De templo Hierosolymitano, libri IV, Helmstedt, 1665

Auch der Bau des Tempelmodells war eine Frucht der Zusammenarbeit mit Boreel, der das Modell finanzierte. Leon begann mit den Arbeiten um 1640. Boreel nahm ebenso wie die zwei Middelburger Prediger Willem Apollonius und Willem Goeree nahezu täglich Anteil am Fortschritt des Modellbaus.
Als Quelle für die Rekonstruktion diente unter anderem das einflussreiche Werk des spanischen Jesuiten Juan Bautista Villalpando, dessen Abbildungen viel zur allgemeinen Vorstellung des Salomonischen Tempels beitrugen. Leon benutzte daneben auch jüdische Quellen, insbesondere in Mischna und Talmud wird die Opferliturgie des Tempels beschrieben. Die Glaubwürdigkeit des Modells bei Christen beruhte auch darauf, dass Leon als Rabbiner per se als Fachmann angesehen wurde.
Leon wählte für seinen Tempel einen Maßstab von 1:300. Die genaue Größe ist nicht bekannt, sie wird von Leon selbst verschieden angegeben. Rekonstruktionen sprechen von 6 × 3 × 2 Metern oder nur 130 × 120 × 60 Zentimetern. Das Modell stellte nicht nur den Tempel selbst dar, sondern auch dessen Nebengebäude. Einen großen Teil nahm die befestigte Gestalt des Tempelberges ein. Kleinere Details des Tempels, die im biblischen Text beschrieben werden, waren nur aufgemalt zu sehen. Das Modell bestand aus Holz und war zerlegbar. Über seine Gestalt geben vor allem Abbildungen Auskunft.

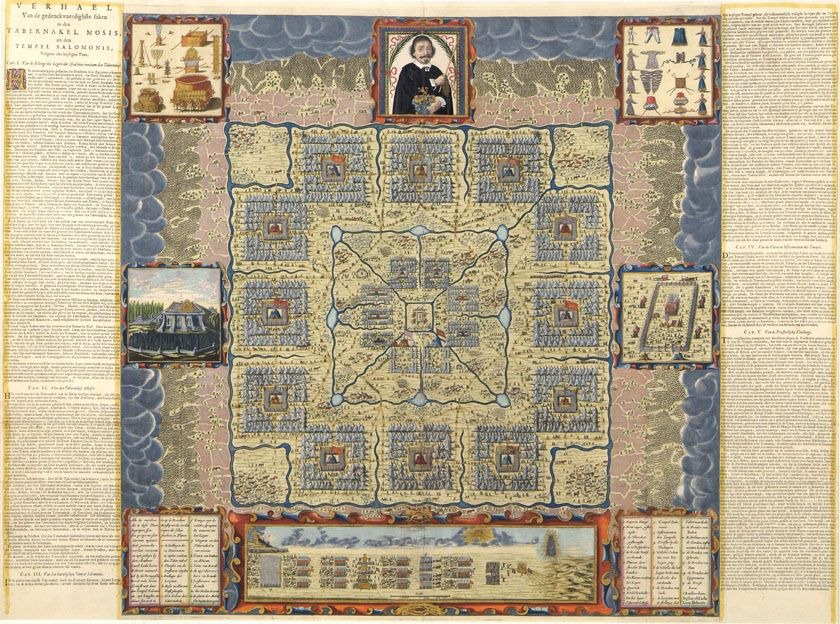
Kolorierter Einblattdruck ca. 1647, der die Aufstellung der Israeliten um die Stiftshütte darstellt, der begleitende Text ist niederländisch.

Im Jahr 1642 veröffentlichte Leon eine Beschreibung des Tempels in Niederländisch und Spanisch, der Literatur- und Gelehrtensprache der Sepharden. Das Werk ist in Kapitel und kurze Paragraphen gegliedert und beschreibt in populärer Weise den Tempel im Allgemeinen, seine Gestalt, die Altäre und die umliegenden Gebäude. Das Werk ist Würdenträgern der Provinz Zeeland und der Stadt Middelburg gewidmet und erhielt von den Staaten von Zeeland ein Druckprivileg, um es vor Nachdruck zu schützen. In dem Werk werden ausschließlich jüdische Quellen zitiert. Es wandte sich aber an jüdische und christliche Leser gleichermaßen. Übersetzungen ins Hebräische, Französische und Lateinische folgten.
1643 schloss Leon einen Vertrag mit Pieter Willemsz, einem Experten für perspektivische Zeichnungen, betreffend Zeichnungen des Tempels als Vorlagen für Stiche. Leons Bücher waren nicht illustriert, er verkaufte vielmehr die Stiche separat, so dass in den erhaltenen Bänden jeweils verschiedene Illustrationen eingebunden sind.
Leon übersiedelte 1643 von Middelburg nach Amsterdam, um einen Posten als Lehrer an der Talmud Tora, der Schule der Gemeinden, anzutreten. Auch Boreel zog im Dezember 1645 nach Amsterdam. In Amsterdam wurde das Modell zu einer Art Sehenswürdigkeit, das Leon in seinem Haus im Judenviertel ausstellte. Sein Buch, Stiche sowie weitere Einblattdrucke verkaufte Leon an seine Besucher.
Philipp von Zesen schildert in seiner Beschreibung der Stadt Amsterdam, einer Art eines frühen Reiseführers, nicht nur das Judenviertel, sondern auch Leons Tempelmodell als Sehenswürdigkeit der Stadt:

„Auch wohnet in eben derselben gasse der Ebreischce Sprachlehrer Jakob Jehudah Leon / ein Portugallier; welcher den Tempel Salomons / die Hütte des Stifts / wie auch das Läger der Leviten und des gantzen Israels üm diese Hütte herum / ja selbsten das Schlos / oder die Königliche Burg eben desselben Königes / nach anleitung der alten Ebreischen Geschichtbücher / nicht allein beschrieben / sondern auch / nach ihrer rechten und eigendlichen gestalt / sehr ahrtig in holtz gebildet.
Und diese höltzerne abbildungen werden alhier in seinem hause allen / die es begehren / zu schauen vergönnet / auch in den märkwürdigsten stükken erklähret.“

1646 kam ein Modell der Stiftshütte dazu. Außerdem zeigte Leon weitere Replikate von Tempelgeräten in einem größeren Maßstab. In den folgenden Jahren veröffentlichte Leon weitere spanische Werke über die Stiftshütte, die Bundeslade und die Cherubim, deren Statuten die Lade im Tempel umgaben. Zu den berühmtesten Gästen der Ausstellung gehörte Henrietta Maria, die Mutter des englischen Königs, die sich im niederländischen Exil aufhielt.
Während Leon seine Ausstellung betrieb, war er weiterhin als Lehrer tätig. 1661 wurde er vom Mahamad, dem Vorstehergremium der Gemeinde, wegen des Skandals, den der Besuch von Christen in seinem Haus an Sabbat- und Feiertagen verursachte, verwarnt. Sie verboten ihm, an den kommenden hohen Feiertagen Besucher seines Tempelmodells zu empfangen und drohten ihm, ihn aus seinem Amt als Rubi (Lehrer) zu entlassen. Dabei bestand der Skandal nicht in der Anwesenheit von Christen in einem jüdischen Haus, sondern in der Störung der Sabbatruhe, die etwa durch Annahme von Geld geschah. Nichtjüdische Besucher waren selbst in der Synagoge keine Seltenheit, und man legte Wert darauf, dass sie einen positiven Eindruck erhielten.
In den siebziger Jahren bereitete Leon die Ausstellung seiner Modelle in England vor. 1675 erschien eine englische Übersetzung seiner Tempelbeschreibung. Das Buch ist u. a. deshalb bemerkenswert, da es eine Widmung an Charles II enthält, sowie ein Gebet zu dessen Wohlergehen. Das Titelblatt trägt das königliche Wappen. Da dessen Benutzung reglementiert war, ist davon auszugehen, dass Widmung und Benutzung mit Einwilligung des Hofamtes geschahen. Leon hoffte vermutlich, dem König seine Modelle vorführen zu können. Constantijn Huygens, der Leon persönliche kannte, stellte ihm ein Empfehlungsschreiben an den Architekten Christopher Wren aus.
Ob Leon nach London reiste und kurzzeitig nach Amsterdam zurückkehrte, um an der Einweihung der neuen Synagoge teilzunehmen, oder ob er die Reise nicht antrat, ist unbekannt. Er starb am 26. Tammus 5435 (17. Juli 1675) in Amsterdam und ist auf dem Friedhof Ouderkerk bestattet.
Leons Frau hielt sich jedenfalls in London auf und starb dort noch 1675. Auch sein Sohn Abraham lässt sich 1682 in London nachweisen. Leons Modell befand sich in London und wurde dort ausgestellt. Es befand sich im Besitz der Familie. Aus dem Jahr 1760 ist ein Testament erhalten, in dem das Modell M. F. deCastro vererbt wird, einem Verwandten von Leon. DeCastro veröffentlichte eine weitere Ausgabe der englischen Tempelbeschreibung. Um 1770 war das Modell noch in London zu sehen. Sein späterer Verbleib ist unbekannt.

## Die portugiesische Synagoge in Amsterdam als Abbild des Tempels

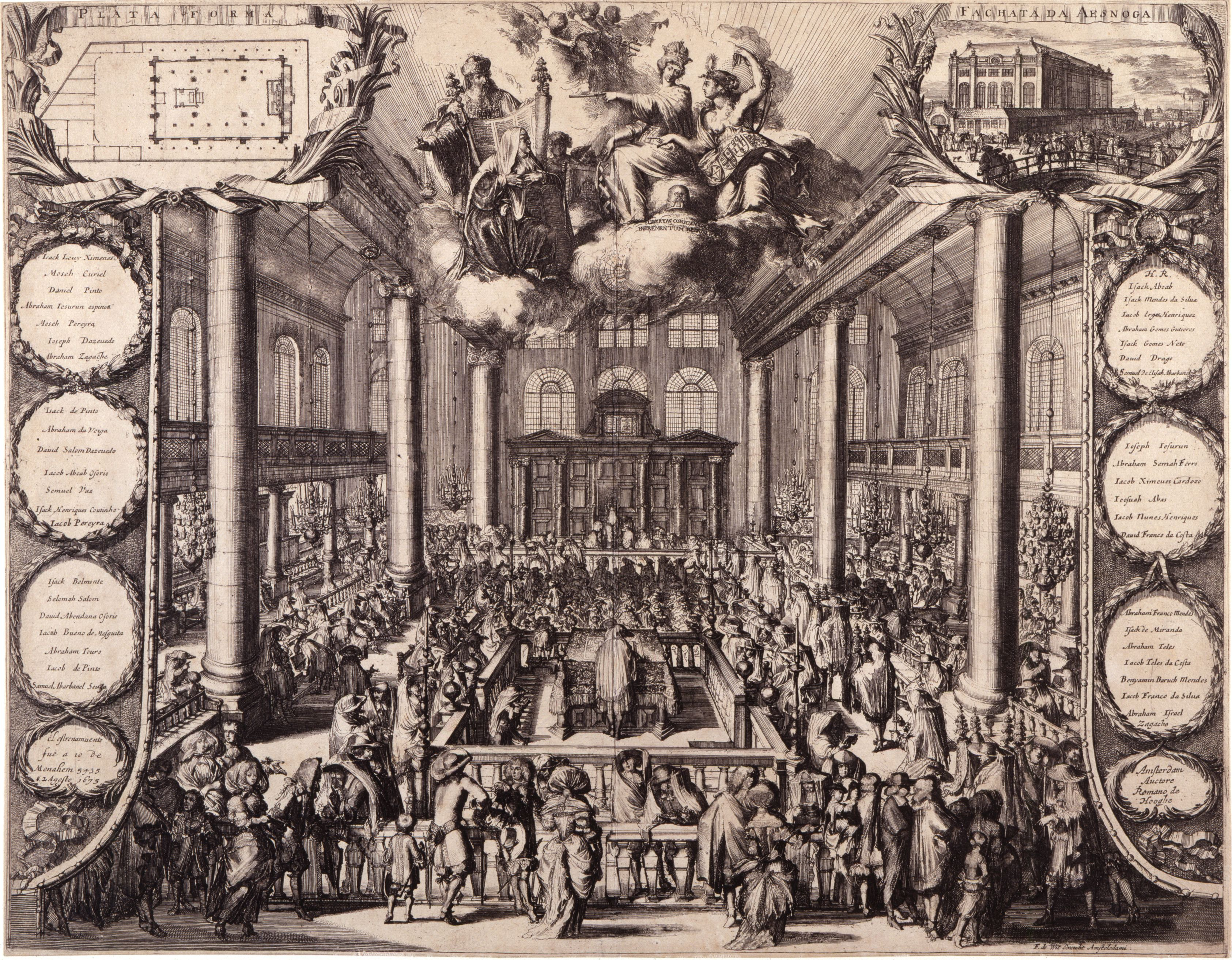
Romeyn de Hooghe: Die Einweihung de portugiesische Synagoge

Die Portugiesische Synagoge in Amsterdam ist oft mit dem Tempelmodell in Zusammenhang gebracht worden. Sie wurde wenige Wochen nach Leons Tod am 2. August 1675 eingeweiht. Sie entspricht ihrer Struktur nach mit Vorplatz, Hauptraum und Toraschrein zwar ungefähr dem Schema des Tempels mit Vorhalle, Heiligem und Allerheiligstem, unterscheidet sich darin aber nicht wesentlich von anderen Synagogen. Auch der große, prächtige, quaderförmige Hallenbau gemahnt an den Tempel Salomons. Ein engerer Zusammenhang mit dem Tempelmodell lässt sich aber nicht herstellen.

## Abbildungen Jacob Judah Leons
Es existieren zwei Porträts von Jacob Jehuda Leon (1641 und 1654), die vom jüdischen Kupferstecher Salom Italia stammen.
Die Umschrift lautet übersetzt „Bild des sehr gelehrten und berühmten Mannes, des Juden Jacob Jehuda Leon, Erbauer des Modells des salomonischen Tempels, fertig gestellt 1641.“
Die Vignette zeigt den Tempel, wie er von Leon rekonstruiert wurde, und rechts den Mann mit Messlatte und -schnur, der in der Tempelvision des Ezechiel als Führer fungiert.
Hier ist es eine Anspielung auf Leon als Führer durch den Tempel.

## Weitere Schriften

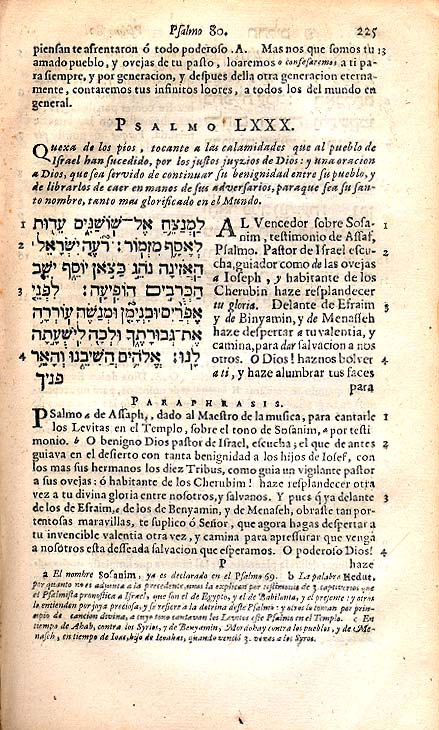
Psalm 80 aus der Psalmübersetzung Las alabanças de santidad

1671 veröffentlichte Leon eine Psalmenübersetzung: Qodesh hilulim: Las alabanças de santidad, traducion de los Psalmos de David, por la misma phrasis y palabras del Hebrayco
Amsterdam: 5431 [1671] (Das Lob der Heiligkeit. Übersetzung der Psalmen Davids, durch die gleichen Sätze und Wörter aus dem Hebräischen).
Neben dem hebräischen Text gibt Leon jeweils ein wörtliche Übersetzung ins Spanische (siehe Ladino) an sowie eine Paraphrase in Prosa, außerdem ist der Text mit Einleitung und Anmerkungen versehen. Das Werk ist dem illustrissimo Senor Ishak Senior Teixeyra, residente de su Magestad, la Reyna de Suedia, dem berühmten Herrn Isaac Senior Teixeira, dem Residenten ihrer Majestät der Königin von Schweden.
Senior Teixeira war Finanzier und Agent von Christina von Schweden in Hamburg und ein bedeutendes Mitglied der dortigen sephardischen Gemeinde.
In Leons Nachlass, den sein Sohn Salomon besaß, befanden sich zwei weitere Werke im Manuskript, eines über den Bau des Tempels und eines über die Opferzeremonien.

## Leon zugeschriebene polemische Schriften
Das Colloquium middelburgense (Mittelburger Gespräche) ist ein nur als Manuskript verbreiteter, lateinischer Dialog zwischen einem Rabbiner und einem Christen, der sich kritisch mit den christlichen Dogmen auseinandersetzt. In der älteren Literatur wird dieser Dialog sowohl Menasse ben Israel als auch Leon zugeschrieben. Gegen Leon spricht, dass er vermutlich die lateinische Sprache nicht beherrschte. Beide Quellen erwähnen eine weitere nachgelassene Schrift mit dem Titel Disputaciones con Diferentes Theologos de la Cristiandad (Disputationen mit verschiedenen Theologen des Christentums).
Solche Schriften, die sich kritisch oder polemisch mit dem Christentum auseinandersetzten, waren unter den ehemaligen Conversos verbreitet und dienten dazu, sie im erst neu erworbenen jüdischen Glauben zu stärken. Aus Sicherheitsgründen wurden sie nicht gedruckt, sondern nur handschriftlich verbreitet.

## Forschung
Vor dem Zweiten Weltkrieg veröffentlichte der Utrechter Historiker Jacob Zwarts einige Artikel über Jacob Jehuda Leon. Seit Ende der siebziger Jahre war es vor allem der Bibliothekar der Bibliotheca Rosenthaliana Adri K. Offenberg, der zu Leon forschte. Lewis A. Shane beschäftigte sich mit der Rezeption des Tempelmodells durch die Freimaurer.
Eine Rekonstruktion des Modells ist im Amsterdamer Bibelmuseum ausgestellt. Sie wurde von Mitarbeitern der Bibliotheka Rosenthaliana und des Bibelmuseums angeregt und 1885–1989 von Freek Putto gebaut. Das 3 × 6 Meter große Modell besteht aus Multiplex- und Triplex-Platten, es hat kupferne Fenstergitter und gedrechselte Pilaster. Es ist bis auf aufgemalte Bauelemente holzsichtig, da sich die Originalfarbe des Modells von Leon nicht mehr feststellen ließ.

## Werke
- Retrato del templo de Selomo. En el qual brevemente se descrive la hechura dela fabrica del Templo, y de todos los vasos y instrumentos con que en el se administrativa, cuyo Modelo tíene el mismo Autor, como cada uno puede ver. Binda y heredos de Symon Moulert. Middelburg, 1642 (Spanische Ausgabe der Tempelbeschreibung)
- Afbeeldinghe vanden tempel Salomonis, in de welcke cortelijck beschreven is de forme van’t ghebou des tempels, ende van alle de vaten ende instrumenten waer mede den selven bedient wierdt. Weduwe ende erffgenamen van Symon Moulert, Middelburg, 1642 (Niederländische Ausgabe der Tempelgeschreibung)
- Sefer tavnit he?al : ... ?al ha-bayit ?ašer ?asah ha-mele? Šelomoh ... / ?ibro bi-lešon la?az we-gam he?etiqo li-lešon ha-qodeš. Amsterdam 5410 (1650) (Hebräische Ausgabe der Tempelbeschreibung)
- Tratado de la Arca del Testamento. En el qual con suma curiosidad se examina, quales eran las cosas que se aposentavan en la Arca. Nicolaes van Rabenstein, 5413 (1653). (Abhandlung über die Bundeslade)
- Retrato del tabernaculo de Moséh, en que se descrive la hechura del S. Tabernaculo que Moséh hizo antiguamente en el desiérto, y todas las dependencías de los diferentes vasos y instrumentos con que era administrado. Gillis Joosten, Amsterdam 5414 (1654) (Abhandlung über die Stiftshütte)
- Tratado de los Cherubim, En qua se examina qual aya sido la figura de los Cherubim que estavan sobre la Arca del Testamento colocados. Nicolaes van Ravesteyn, Amsterdam 5414 (1654) (Abhandlung über die Cherubim)
- Qodeš hilulim, Las alabanças de santidad, traducion de los psalmos de David por la misma phrasis y palabras del hebrayco. Amsterdam 5431 (1671) (Übersetzung der Psalmen in Spanische)
- A relation of the most memorable thinges in the tabernacle of Moses and the temple of Salomon, according to text of scripture. Peter Messchaert, Amsterdam 1675 (Englische Ausgabe der Tempelbeschreibung)